# Nikolaj Fomin
Nikolaj Maksimovič Fomin (ukrajinsko Фомін Микола Максимович), sovjetsko-ruski inženir; * 1937 Doneck, Sovjetska zveza.                                                                                                                                             
Fomin je nekdanji glavni inženir jedrske elektrarne v Černobilu.                                                        

## Biografija

### Zgodnje življenje
Nikolaj Fomin se je rodil leta 1937 v mestu Doneck v takratni Sovjetski zvezi. Opravil je tečaj atomske tehnike in bil dobro izobražen. Svojo kariero je začel kot inženir v termoelektrarni Zaporizhya. Član Zveze komunistov Sovjetske zveze je bil do izključitve leta 1986. 

### Černobil
Leta 1972 se je Fomin preselil v mesto Pripjat, kjer se je kot inženir zaposlil v jedrski elektrarni v Černobilu, ki je bila takrat še v fazi izgradnje. V svojih prvih letih delanja v elektrarni je bil vodja tehničnega oddelka elektrarne, leta 1981 pa je bil imenovan za glavnega inženirja elektrarne. Na tem mestu je tudi odobril eksperiment preizkusa generatorja. Leta 1983 je Fomin odobril izvajanje varnostnega testa v reaktorju 4.  
Konec leta 1985 je bil Fomin udeležen v prometni nesreči, v kateri je utrpel zlom hrbtenice. Zaradi okrevanja se je na delo vrnil šele marca 1986. 25. aprila istega leta se je sestal s svojim namestnikom, Anatoljem Djatlovom in direktorjem elektrarne Viktorjem Brjuhanom, kjer so razpravljali o varnostnem testu, ki so ga neuspešno poskušali izvesti že tri leta. Tako kot Djatlov je tudi on trdil, da je izvedba testa varna in da mora biti opravljen čim prej.
26. aprila 1986 ponoči, na noč, ko je v černobilski elektrarni prišlo do eksplozije reaktorja, je bil Fomin o nesreči obveščen šele ob 4.00 zjutraj in bil vpoklican na sestanek v bunker civilne zaščite. Ob 4.30 je prišel v kontrolno sobo reaktorja 4, kjer je opazil, da je eksplozija porušila streho reaktorja, hkrati pa je bil prepričan, da ni prebila sredice reaktorja. Pozneje se je udeležil sestanka v bunkerju, kjer je bilo potrjeno, da je prišlo do eksplozije reaktorja. Fomin je inženirja Anatolija Sitnika, ki se je takrat udeležil sestanka, spraševal, kako lahko eksplozija raznese sredico reaktorja, saj je bil prepričan, da se to ne more zgoditi. Po hospitalizaciji Djatlova zaradi prevelikega izpostavljanja sevanju, je nato Sitniku naročil, da naj odide na streho elektrarne k porušenemu reaktorju 4 in preveri, ali je sredico res razneslo. Čeprav je v tem času število hospitaliziranih inženirjev v Pripjatu, ki so dovajali vodo v reaktor 4, naraščalo, je Fomin kljub temu ukazal, da se pokliče še več inženirjev, ki tistega dne niso delali, in se jih pošlje v elektrarno, da pomagajo dovajati vodo v reaktor. Pozneje je Fomin z direktorjem Brjuhanom sodeloval v nekaterih akcijah za odpravljanje posledic nesreče. 

### Poznejše življenje
Potem, ko je Fomin odšel na enotedenski dopust, so se sovjetski partijski funkcionarji dogovorili, da ga bodo trajno odstranili z mesta glavnega inženirja elektrarne. Izključen je bil tudi iz Zveze komunistov Sovjetske zveze. Avgusta 1986 so ga aretirali. Kmalu po aretaciji je Fomin poskušal storiti samomor tako, da si je zlomil očala in si z drobci stekla leč očal poskušal prerezati žile na rokah, vendar so ga zdravniki uspeli rešiti. Zaradi njegovega zdravljenja zaradi poskusa samomora je bilo njegovo sojenje premeščeno z 20. januarja 1987 na 24. marec istega leta, kjer so mu sodili skupaj z Anatolijem Djatlovom in Viktorjem Brjuhanom. 
Julija 1987 je bil Nikolaj Fomin spoznan za krivega zaradi neupoštevanja varnostnih ukrepov in ustvarjanja pogojev, ki so privedli do eksplozije. Poročila so tudi omenjala, da v hudih trenutkih nesreče skupaj z Brjuhanom ni zagotovil pravilnega vodenja ter pri tem pokazal neodgovornost. Obsojen je bil na 10 let težkega zapora. V zaporu je doživel popoln živčni zlom, zaradi česar se je njegovo psihološko zdravje močno poslabšalo. Na tej podlagi je bil Fomin iz zapora izpuščen kmalu po novem letu 1989 in bil premeščen v psihiatrično bolnišnico za zapornike. 26. oktobra 1990 je bil premeščen še v civilno psihiatrično bolnišnico, kjer je preživel še eno leto. 
Po okrevanju in izpustitvi se je Fomin zaposlil v jedrski elektrarni v Kalininu v Rusiji. Konec leta 2005 se je zaradi zdravstvenih težav upokojil. Z ženo, otroki in vnuki živi v Udomliji.

Fomin se v javnosti ne pojavlja veliko, saj se nerad spominja dogodkov nesreče iz leta 1986. Ena od njegovih izjav je bila razširjena v medijih:
Očitajo mi marsikaj. Vsega, kar mi je bilo rečeno, ne štejem pravilno. Ampak sam si očitam eno stvar: vedno sem verjel, da je pri delu podjetja glavna stvar tehnologija, vendar se je izkazalo, da so glavna stvar ljudje. Podcenil sem njihov pomen.

## V popularni kulturi
Fomina je upodobil in igral Adrian Rawlins v HBO miniseriji Černobil iz leta 2019. Omenjen je bil tudi v dokumentarcu Černobil: Dve barvi časa.